# 普特卡默家族

家族紋章

普特卡默家族（德語：Puttkamer）是一个分支極廣的德国贵族家族，其最早的祖先最早记录在 1257 年至 1260 年之间，位于远波美拉尼亚的施拉韦（Schlawe/Sławno）。 虽然它的一些支系拥有伯爵（Graf）头衔，但其他支系则擁有有较小的男爵（Freiherr）头衔。家族的分支在 16 世纪移居利沃尼亚，并从那里移居波兰立陶宛联邦。著名家族成員有：
- 格奥尔格·路德维希·冯·普特卡默（1715–1759)，普鲁士将军，死于库纳斯多夫战役
- 格特鲁德·冯·普特卡默（1881–1944），德国情色作家
- 耶斯科·卡尔·欧根·冯·普特卡默 (1919–1987)，曾任西德驻特拉维夫、斯德哥尔摩、里斯本和贝尔格莱德大使。1972年慕尼黑夏季奥运会杀人事件发生时，他是德國驻以色列大使。
- 耶斯科·冯·普特卡默 (1933–2012)，工程师
- 耶斯科·冯·普特卡默 (1855–1917)，德国军事首领，1895年至1907年任德属喀麦隆总督[3]
- 约翰娜·冯·普特卡默，普鲁士贵妇，奥托·冯·俾斯麦的妻子
- 卡爾-耶斯科·冯·普特卡默（1900–1981），阿道夫·希特勒的海军少将和海军副官，在720密謀案中被重傷
- 马丁·安东·冯·普特卡默男爵 (1698–1782) 普鲁士少将
- 彼得·冯·普特卡默（1962-），纪录片导演
- 罗伯特·冯·普特卡默（1828–1900），普鲁士政治家，曾任普魯士內閣首長及德國總理